# Vidar
Vous lisez un « bon article » labellisé en 2010.
Dans la mythologie nordique, Vidar (en vieux norrois Víðarr) est un dieu Ase associé à la vengeance et au silence, mentionné dans l'Edda Poétique, compilée au XIIIe siècle à partir de sources plus anciennes, et l'Edda de Snorri, écrite au XIIIe siècle. Il est le fils d'Odin et de la géante Gríðr.
Vidar est l'un des dieux les plus forts, après Thor. Bien qu'il soit discret dans les mythes, il tient un rôle capital le jour de la bataille prophétique du Ragnarök lorsqu'il venge la mort de son père Odin en transperçant de son épée le cœur du loup Fenrir ou en lui arrachant la mâchoire à l'aide de sa chaussure magique. Il survit à cette fin du monde et, avec un nombre réduit d'autres dieux rescapés de la catastrophe, il participe au renouveau de l'univers.
Vidar a fait l'objet d'un certain nombre d'études ayant trait à sa symbolique et à son rôle. Des spécialistes ont rapproché son silence des abstinences rituelles connues dans diverses sociétés, surtout les abstinences liées aux actes de vengeance, qui trouvent un écho également chez un autre dieu nordique, Vali, auquel il est lié. Certains spécialistes lui prêtent un rôle cosmique ou spatial, ce qui a suscité des comparaisons avec d'autres mythologies indo-européennes.

## Étymologie
Différentes étymologies concernant le patronyme de « Vidar » ont été proposées.
En vieil islandais, son nom est Víðarr, que certains spécialistes traduisent par « Celui qui règne au loin », une interprétation proposée initialement par Jan de Vries. En effet, Vidar pourrait se rattacher au vieux norrois víða qui signifie « largement », de l'adjectif víðr, « large ». L'origine même de víðr est contestée ; toutefois, il se rapproche du sanskrit vitarám, « plus loin », et de l'avestique vītarəm, « de côté ».
Víðarr semble également proche de viðr, qui signifie en vieux norrois « bois, arbre » ce qui en ferait « le seigneur des forêts ». Ceci correspondrait bien à ce dieu qui gît dans les bois (Grímnismál 17). Toutefois, la prononciation de la voyelle i est différente, il est donc difficile de penser que le nom d'un dieu et son lieu de résidence sont reliés par un ablaut.
Son nom pourrait également signifier « progéniture ». En effet, les langues germaniques ont développé un syncrétisme enfant/bois, c'est-à-dire que dans l'histoire des termes pour « garçon » on retrouve des termes signifiant « souche », « fagot », etc. Ainsi, le rapprochement initialement proposé par Friedrich Kauffmann en 1894 entre Víðarr et Víðir « saule » est peut-être justifié.

## Caractéristiques

### Description

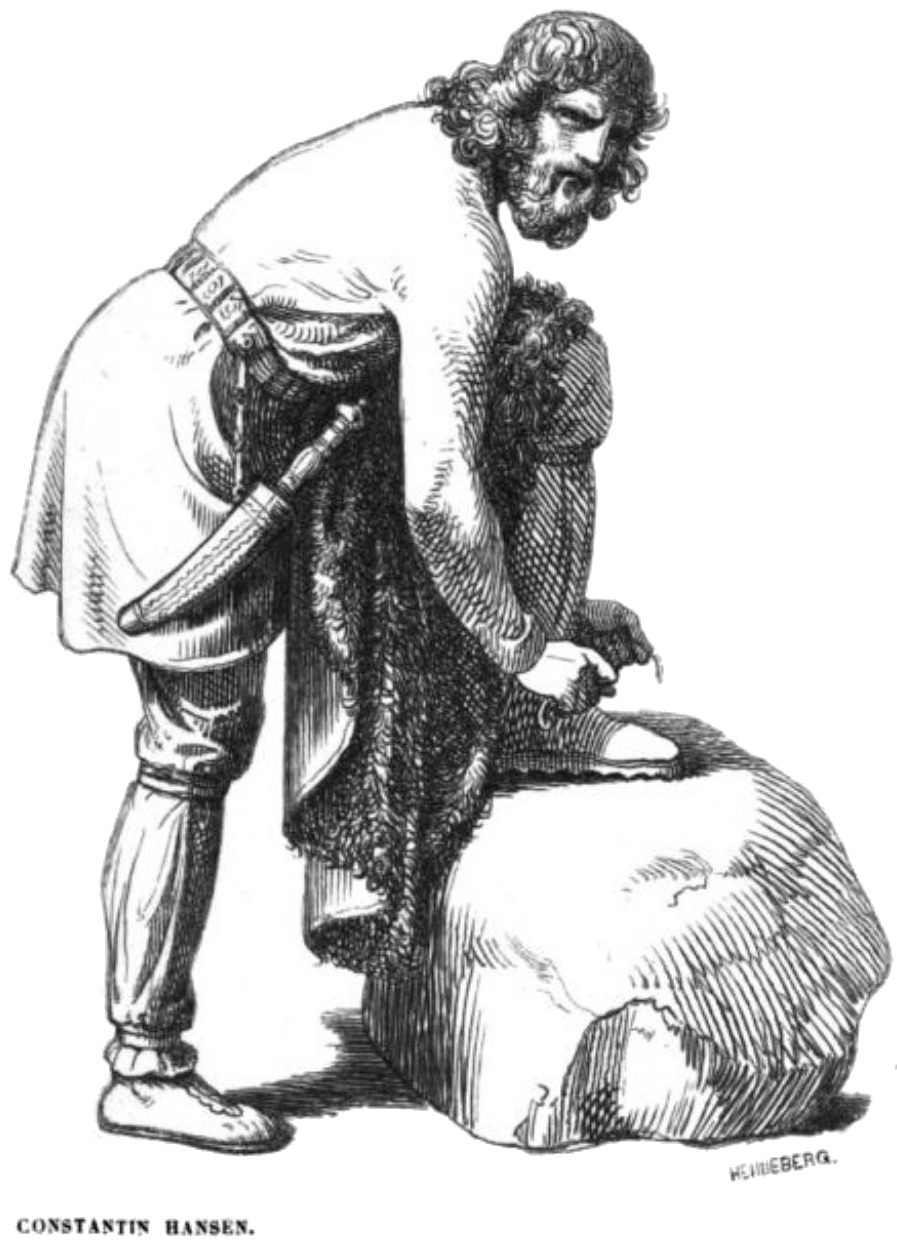
Le dieu nordique Víðarr attachant sa chaussure. Illustration de Constantin Hansen (1854).

Selon les Eddas, Vidar est un dieu Ase, fils d'Odin et de la géante Gríðr. Il possède une chaussure puissante, un cheval et il combat à l'épée. Vidar reste silencieux ou muet et vit dans une forêt. Puisqu'il venge la mort de son père Odin au Ragnarök en tuant le loup Fenrir, il est associé généralement à la vengeance.
Il semblerait que Vidar soit un dieu scandinave tardif, puisque l'on ne connaît de lui aucune attestation datant d'avant le Xe siècle, ni aucun équivalent dans les autres cultures germaniques proches. Dans l'épilogue évhémériste du Skáldskaparmál de l'Edda en Prose, Snorri Sturluson identifie Vidar au héros troyen Énée, il s'agit là d'une interprétation purement fantaisiste.
Dans la partie Gylfaginning de l'Edda de Snorri, Vidar est décrit au chapitre 29 comme suit :

« Il y en a un autre qui s'appelle Vidar, l'Ase silencieux. Il possède une chaussure épaisse. Il est presque aussi fort que Thor. De lui, les dieux reçoivent une grande assistance dans toutes les épreuves. »

— Gylfaginning, chapitre 29
Cette dernière précision est notable, puisque Vidar n'intervient jamais dans les mythes connus pour sauver les dieux d'un péril. Thor est celui qui intervient généralement pour résoudre les conflits par la force alors que Vidar n'est actif uniquement dans le mythe du Ragnarök.

### Kenningar
Le kenning (au pluriel, kenningar) est une figure de style propre à la poésie scandinave qui consiste à remplacer un mot, ou le nom d'un personnage ou d'une créature par une périphrase. Le chapitre 11 de la partie Skáldskaparmál de l'Edda en prose de Snorri Sturluson révèle les kenningar qui peuvent désigner Vidar (Víðarkenningar) ;

« Dieu Silencieux, Propriétaire de la Chaussure Solide, Ennemi et Tueur de Fenrir, Vengeur des Dieux, Habitant Divin de la Propriété des Pères, Fils d'Odin, Frère des Ases »

— Skáldskaparmál, chapitre 11
.
Le kenning « Fils d'Odin » pour désigner Vidar se retrouve également dans le poème eddique Völuspá 55 sous la forme « Fils de Sigfödr » (Sigfödr est un autre nom d'Odin). On trouve également « Fils intrépide » dans Grímnismál 17 et « Ase silencieux » dans Gylfaginning 29.

## Mythes

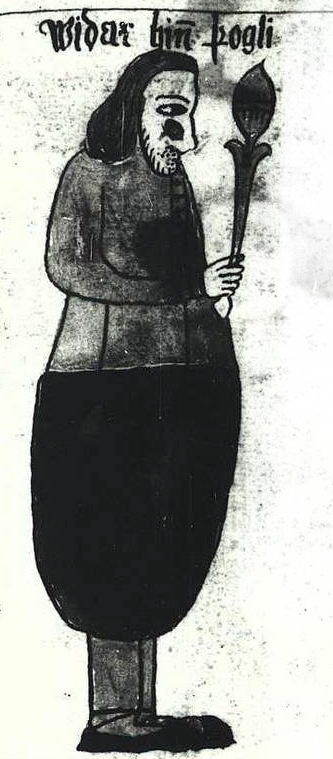
Représentation de Vidar dans le manuscrit islandais du XVIIe siècle AM 738 4to.

### Lokasenna
Dans l'introduction en prose du poème eddique intitulé Lokasenna, Vidar est présenté comme le fils d'Odin. Le poème raconte une scène où les principaux dieux Ases, dont Vidar, sont présents à un autre banquet du géant Ægir. Le dieu malin Loki en a été chassé pour ses méfaits. Têtu, il revient et exige qu'on lui serve tout de même à boire. Afin de le calmer, Odin désigne alors Vidar pour lui donner sa place. Ce dernier, silencieux, s'exécute et sert Loki qui s'en prend ensuite successivement aux principaux dieux dans une joute verbale et au moyen d'insultes. Fidèlement à son caractère discret et en retrait, il n'est plus fait mention de Vidar. L'auteur du poème connaissait bien le rôle de Vidar. Dans ce poème où presque tous les dieux principaux interviennent, Vidar reste en effet silencieux bien que présent. Également, Vidar possède une affinité symbolique avec l'espace (cf. infra), c'est donc naturellement celui qui est désigné pour donner sa place à Loki.

### Le Ragnarök
Dans l'eschatologie nordique, il est prophétisé qu'une grande bataille aura lieu dans laquelle les géants, conduits par le dieu Loki, attaqueront les Ases sur la plaine de Vígríd. Cet événement s'appelle le Ragnarök. Toutes les chaînes se briseront, et le loup Fenrir, comme son père Loki, seront libérés. Le géant du feu Surt combattra aux côtés des autres forces du chaos et enflammera le monde, qui coulera dans l'océan. Au cours de cette bataille, la majorité des dieux, et tous les hommes hormis un couple, Líf et Lífþrasir, périront. Vidar prendra part à la bataille, et il est à plusieurs reprises mentionné dans les textes comme celui qui vengera la mort de son père Odin, englouti par le loup monstrueux Fenrir. Vidar tuera Fenrir en lui arrachant la mâchoire ou en lui transperçant le cœur avec son épée. Lui et quelques autres dieux survivront à la bataille et prendront part au renouveau de l'univers.

#### Edda poétique

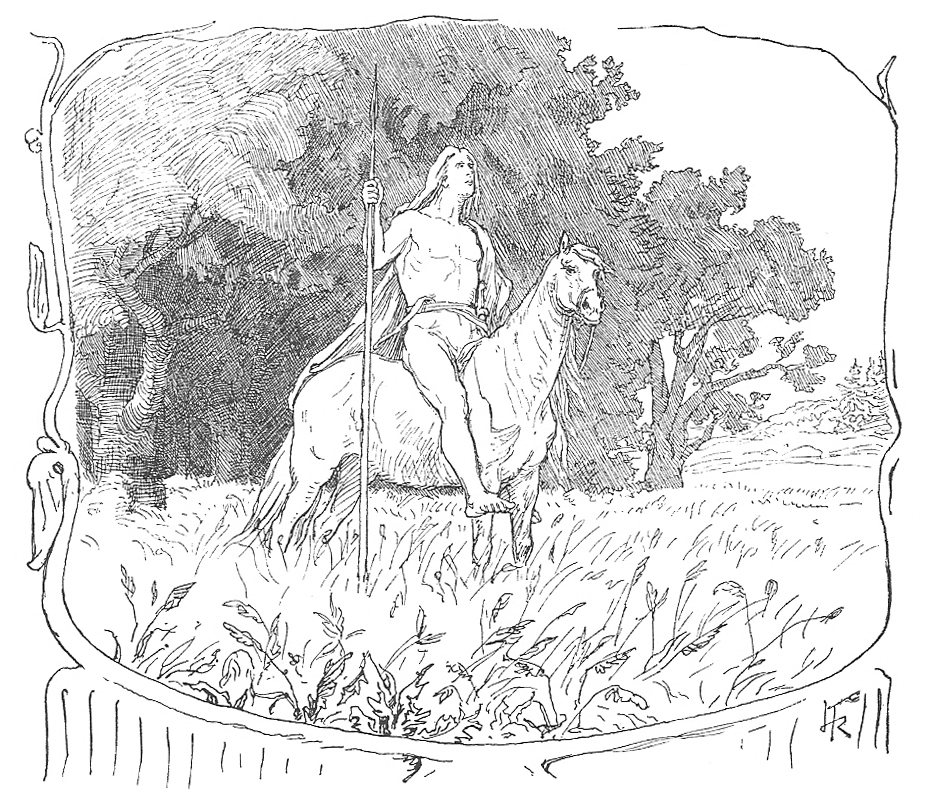
Vidar à cheval. Illustration de Lorenz Frølich (1895).

Dans le poème eddique Grímnismál, le dieu Odin déguisé et sous le nom de Grímnir entame un long monologue sur la cosmogonie, et sur ses hauts faits. Il évoque à la strophe 17 la prophétie selon laquelle Vidar vengera sa mort au Ragnarök :
| 17. Hrísi vex oc há grasi Viðars land Viði; en þar mavgr of lezc af mars baki frocn at hefna fa/þvr. | 17. Les taillis croissent Et l'herbe haute Dans la forêt du pays de Vidarr ; Et là, le fils intrépide Descendra de cheval Pour venger son père. |  |

Dans le poème eddique Vafþrúðnismál, le dieu Odin et le géant Vafþrúðnir jouent à un classique jeu de questions où ils s'interrogent sur les choses des mondes, testant ainsi mutuellement leur sagesse. À la strophe 51, Vafþrúðnir explique que Vidar et Vali survivront et règneront ensemble sur le monde après que les flammes de Surt se seront éteintes. Aussi, Modi et Magni, deux fils de Thor, survivront également et hériteront de Mjölnir, le marteau de Thor. Ensuite, Odin demande au géant ce qui causera sa mort au Ragnarök :
| Vafþrvðnir qvaþ: 53. « Vlfr gleypa mvn Aldafa/þr, þess mvn Viþarr reca; kalda kiapta hann klyfia mvn vitnis vigi at. » | Vafþrúðnir dit : 53. « Le loup engloutira Aldafödr, Cela, Vidarr le vengera ; La gueule glacée, Il fendra Au Loup pendant la bataille. » |  |

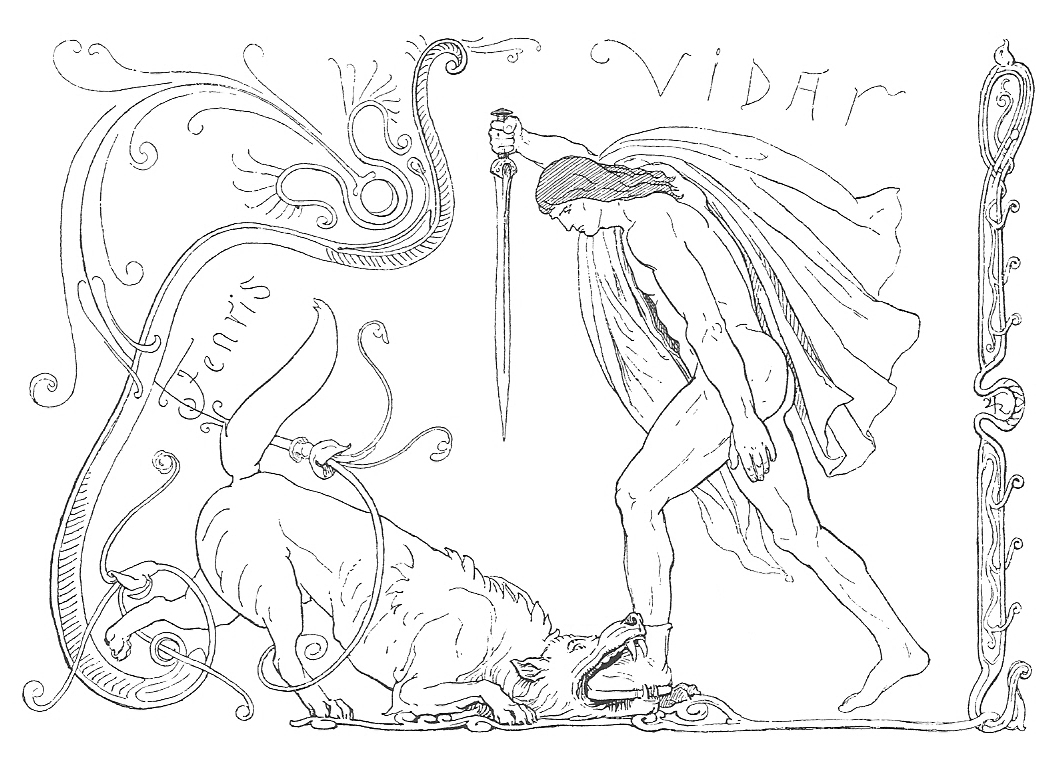
Vidar combat Fenrir. Illustration de Lorenz Frølich (1895).

La strophe 55 du poème eddique Völuspá décrit également le combat de Vidar avec Fenrir, en précisant que le dieu transpercera le cœur du monstre avec son épée :
| 55. Þá kemr inn mikli mögr Sigföður Viðarr vega at valdýri; lætr hann megi hveðrungs mund um standa hjör til hjarta; þá er hefnt föður. | 55. Alors arrive le noble Fils de Sigfödr, Vidarr, pour tuer La bête à charogne, Du poing il enfonce L'épée jusqu'au cœur Du fils de Hvedrungr Voici que le père est vengé. |  |

#### Edda de Snorri
Le destin de Vidar, vengeur de son père Odin à la bataille prophétique du Ragnarök, est décrit également dans l'Edda de Snorri, au chapitre 51 de la partie Gylfaginning, qui cite ensuite la strophe 55 de la Völuspá malgré la différence entre les deux récits du combat. Dans le poème il transperce le loup mythologique avec son épée, alors que selon Snorri Sturluson, Vidar pose en appui son pied chaussé sur sa mâchoire inférieure et lui arrache la gueule :

« Le loup engloutira Odin, et telle sera sa mort. Mais aussitôt, Vidar s'avancera et posera un pied sur la mâchoire inférieure du loup. À ce pied, il porte la chaussure dont la matière a été assemblée de toute éternité : ce sont les morceaux de cuir que les hommes rognent à la pointe et au talon de leurs chaussures, et c'est la raison pour laquelle tout homme qui veut venir en aide aux Ases doit jeter ces rognures. D'une main, il saisira la mâchoire supérieure du loup et lui déchirera la gueule : telle sera la mort du loup. »

— Gylfaginning, chapitre 51
Le chapitre 53 décrit alors les étapes du renouveau après la bataille prophétique. Vidar est mentionné comme survivant, et il est associé à Vali, un autre dieu enfant d'Odin qui possède lui aussi le statut de fils vengeur :

« Vidar et Vali survivront, car ni la mer ni le feu de Surt ne leur auront fait du mal. Ils habiteront à Idavoll, là où autrefois s'élevait Asgard. »

— Gylfaginning, chapitre 53
Avec les autres dieux survivants, Modi, Magni, Baldr et Höd, ils partagent leurs secrets et conversent sur les évènements passés. Ils trouvent également les « tablettes d'or » des Ases, qui pourraient correspondre à des trésors, ou plus vraisemblablement aux pièces du jeu en or joué par les Ases au commencement des temps qui est mentionné à la strophe 8 de la Völuspá.

## Postérité

### Témoignages archéologiques
La croix de Gosforth, découverte en Cumbria (Nord de l'Angleterre) et datée de la première moitié du Xe siècle, présente un mélange d'iconographies chrétienne et païenne. On y trouve notamment une scène représentant un homme avec une lance face à une tête monstrueuse avec une langue fourchue, un pied de l'homme appuyant sur la mâchoire inférieure du monstre et une de ses mains poussant sa mâchoire supérieure. Ceci renvoie à la scène du Ragnarök qui voit Vidar déchirer la gueule du loup Fenrir, telle qu'elle est décrite dans le Gylfaginning et le Vafþrúðnismál, ce qui implique alors que cette version du combat est connue au minimum dès le Xe siècle.

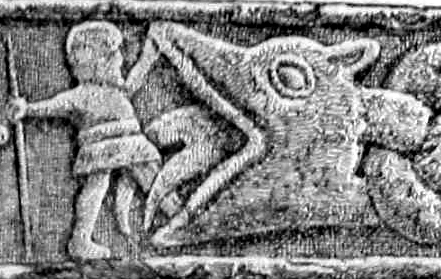
Vidar combattant Fenrir au Ragnarök sur la croix de Gosforth.
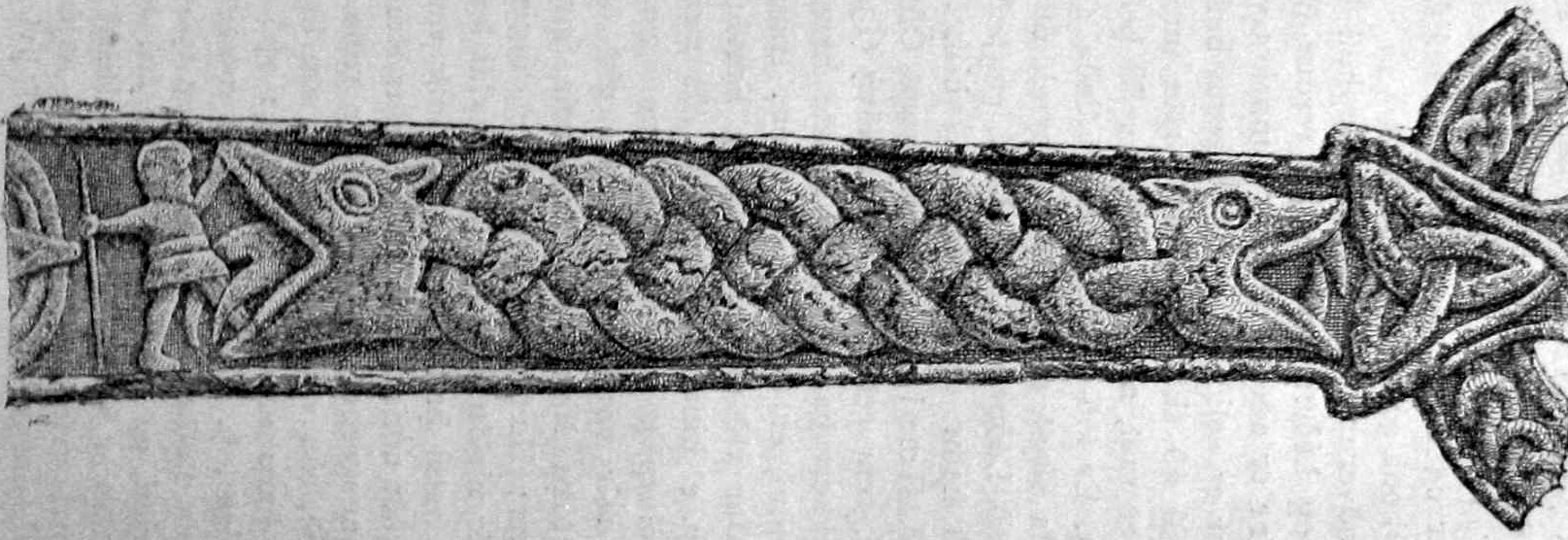
Vue d'ensemble du côté de la croix de Gosforth représentant Vidar.
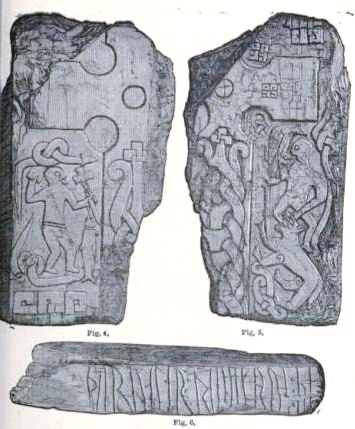
La croix de Thorwald.

La croix de Thorwald, découverte à Andreas, sur l'île de Man, et datée du Xe siècle, pourrait représenter Vidar combattant Fenrir. Toutefois, il pourrait également s'agir d'Odin, avec un pied dans la gueule du loup, en train de se faire engloutir. Il tient en effet une lance et un corbeau se trouve sur son épaule.
Sur ces deux croix, ces représentations sont mêlées à d'autres clairement chrétiennes, et pourraient donc être celles du Christ. En effet, pendant l'Âge des Vikings il n'était pas rare de mêler les traditions chrétiennes à celles païennes. Ce syncrétisme implique que des légendes païennes ont pu servir à établir des concepts chrétiens. On parle alors d'interpretatio christiana,.

### Toponymie
Certains rares lieux-dits en Norvège ont été proposés en exemples toponymiques qui tireraient leur nom de celui du dieu Vidar, indiquant de possibles lieux de culte tardifs et spécifiques à ce dieu ; Virsu (de Viðarshof, « domaine de Vidar ») et Viskjøl (de Víðarsskjálf, « gorge de Vidar »).

## Théories et interprétations

### Abstinence rituelle

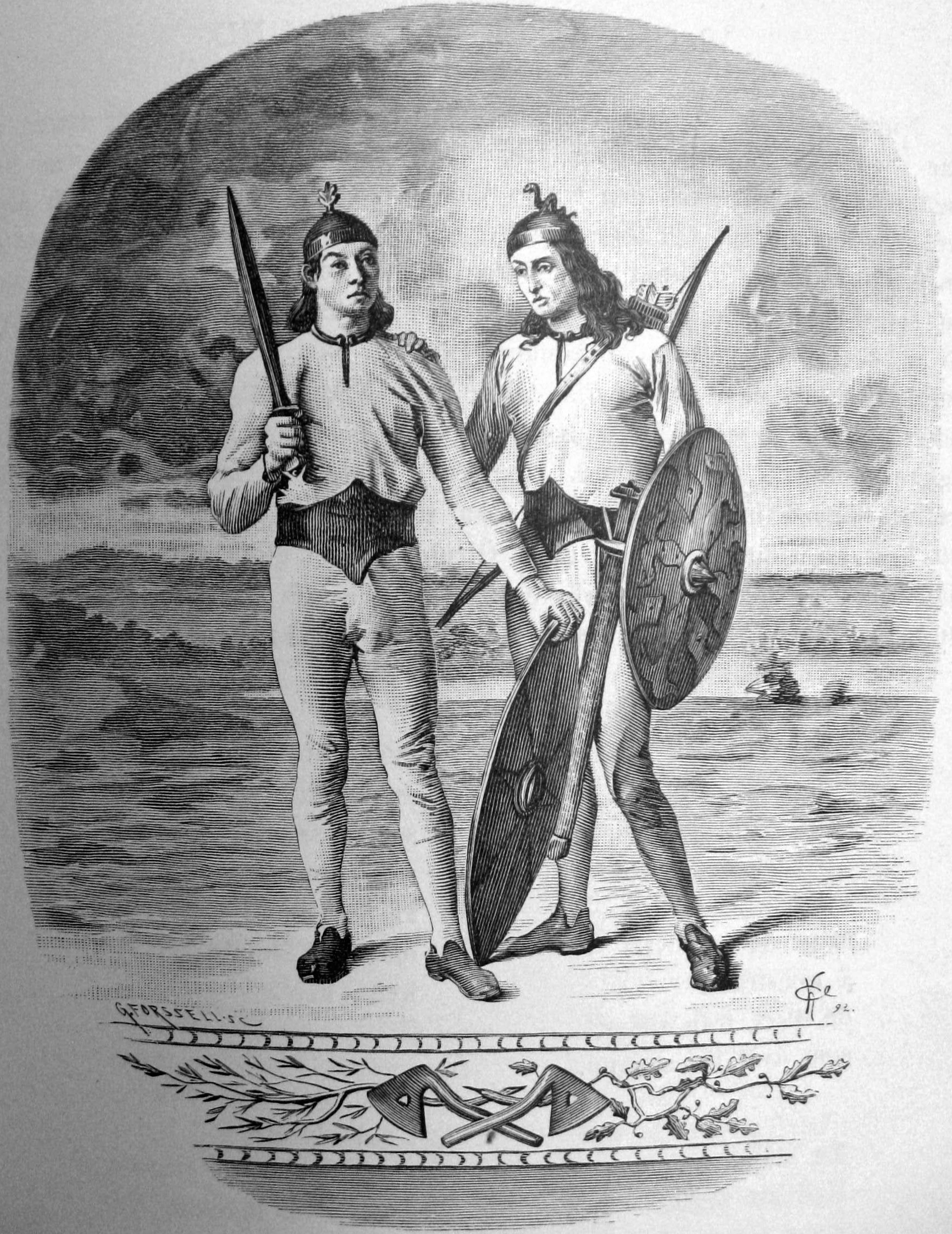
Vidar et Vali. Illustration d'Axel Kulle (1892).

Le silence de Vidar semble dérivé des silences rituels connus dans diverses sociétés. Les Indiens révéraient le silence du brahmane, alors que, pour les Romains, le silence d'Angerona était le signe de l'effort du Soleil, qu'elle aidait à vaincre les ténèbres par la concentration de forces mystiques. On retrouve une autre forme d'abstinence rituelle dans la mythologie nordique, avec Vali. Ce dernier a été créé justement pour venger la mort de Baldr, et il ne peut ni se laver ni se coiffer avant qu'il n'ait accompli sa tâche. Cette abstinence rappelle un rite attribué au peuple germain des Chattes par Tacite au chapitre 31 de La Germanie (Ier siècle), où ceux-ci se laissent pousser cheveux et barbe dès la puberté jusqu'à ce qu'ils aient tué un ennemi, et alors seulement sont-ils dignes de leur famille,. Vali en vengeur soumis à une abstinence rituelle est donc très lié à Vidar qui est d'ailleurs son demi-frère, ce qui se retrouve dans les textes mythologiques où ceux-ci sont souvent associés, ou du moins mentionnés ensemble comme une paire.

### Fonction spatiale
Le rapport de Vidar avec l'espace a été discuté, notamment par Georges Dumézil, philologue et comparatiste français. Dans le chapitre 51 du Gylfaginning, l'arrivée du loup monstrueux Fenrir à la bataille prophétique est décrite comme suit :

« Le loup Fenrir marchera la gueule béante, la mâchoire inférieure rasant la terre et la mâchoire supérieure touchant le ciel, et il l'ouvrirait davantage encore s'il y avait de la place »

— Gylfaginning, chapitre 51.
Il occupe ainsi la totalité de l'espace. D'après le Gylfaginning, Vidar tue Fenrir en posant en appui son pied sur la mâchoire inférieure du monstre et en poussant au plus haut sa mâchoire supérieure. Georges Dumézil propose un rapport entre le dieu et l'espace vertical ; c'est le seul à égaler et même surpasser l'écartement des mâchoires de Fenrir qui remplissait déjà toute la hauteur d'espace existante. Vidar possède également un rapport avec l'espace horizontal, lorsqu'il prend son assise avec une chaussure sur la mâchoire inférieure de la bête. Cette dimension spatiale attribuée à Vidar pourrait expliquer la raison pour laquelle il est désigné par Odin pour céder sa place à Loki dans la Lokasenna.

### Mythologie comparée
Georges Dumézil s'est attaché à défendre le Ragnarök contre les théories d'autres spécialistes qui y voient une influence extérieure, notamment chrétienne ou iranienne. Il appuie sa théorie sur la mythologie comparée et compare le Ragnarök avec, par exemple, des récits védiques, pour conclure que cet événement serait en fait un thème ayant évolué à partir d'un mythe originel eschatologique proto-indo-européen. Il défend l'importance du Ragnarök chez les nordiques en s'appuyant entre autres sur la place de Vidar, qui est réservé exclusivement à cet événement. Aussi, l'usage populaire consistant à arracher les bouts de cuirs des chaussures afin d'assembler celles de Vidar pour la fin du monde confirmerait, selon Dumézil, la place réelle du dieu et du Ragnarök dans la religion nordique.
La fonction spatiale de Vidar a également été comparée à celle du dieu post-védique Vishnou. En effet, dans une version du récit, Vishnou est autorisé par le démon Bali (qui a conquis toute la terre) à effectuer trois pas et à obtenir ainsi ce qu'il a parcouru. Alors Vishnou occupe la terre entière de son premier pas, l'atmosphère de son deuxième et le ciel de son troisième, et Bali est donc renvoyé en enfer. Ainsi Vidar et Vishnou, liés à l'espace, interviennent tous les deux de manière déterminante lors d'une crise cosmique, ils restaurent les dieux et défont le mal qui venait d'obtenir une victoire éphémère.
Un fait rituel romain pour déclarer la guerre implique également trois marches successives du fétial vers le centre de la nation symbolique ennemie. Aussi, dans la mythologie irlandaise, les derniers envahisseurs de l'île rencontrent trois incarnations primitives de celle-ci dans leur voyage vers le centre, mythe qui a été comparé à celui de Vishnou. Georges Dumézil associe ainsi un ensemble de faits religieux indo-européens qui témoignent d'une conception concrète de l'espace.

### La chaussure de Vidar
L'existence d'une chaussure magique appartenant à Vidar n'est attestée que dans l'Edda de Snorri. Les poèmes eddiques n'en font nullement mention. On note également les différences entre les récits du combat entre Vidar et Fenrir. Le dieu tue le monstre avec son épée dans la Völuspá, alors qu'il lui arrache la mâchoire à l'aide de sa chaussure selon Snorri. On sait que Snorri s'est servi de ces poèmes dans la rédaction de son texte. Certains spécialistes estiment que la chaussure magique est une invention de Snorri. Ce dernier aurait peut être surinterprété la strophe 53 du Vafþrúðnismál qui explique simplement que Vidar « fendra » la gueule du loup. Snorri aurait alors ajouté l'existence de la chaussure faite des morceaux de cuir que l'on arrache des chaussures. Cette histoire est d'ailleurs comparable à un autre récit de Snorri, celui de la construction du bateau Naglfar qui attaquera les dieux au Ragnarök ; le bateau est fait des ongles des morts, d'où l'importance de toujours se couper les ongles pour retarder au maximum la construction du bateau. On constate également sur les représentations anciennes de Vidar que celui-ci ne porte pas de chaussure particulière (cf. supra).

## Dans la culture moderne
Un mouvement néo-païen allemand des années 1935 appelé Widar : Deutschgläubige Gemeinde (« Vidar : communauté des fidèles allemands ») s'est approprié le nom du dieu.
Le KNM Vidar (1882-1947), et le HSWMS Vidar (1908-1947) étaient des vaisseaux de guerre respectivement norvégien et suédois.
Le dieu Vidar a inspiré le personnage Marvel Comics du même nom (première apparition en 1980 dans Thor no 12).
Des groupes de musique s'inspirant de la mythologie nordique, notamment ceux issus du heavy metal et en particulier les groupes de Viking metal, évoquent parfois le dieu Vidar, par exemple le groupe de death metal mélodique suédois Amon Amarth dans la chanson Down the Slopes of Death, sur l'album Versus the World (2002).
Dans l'univers étendu de la saga Star Wars, le roman Dark Plagueis (2012) écrit par James Luceno, indique que le Sénateur de Naboo Vidar Kim est le mentor du futur Empereur Palpatine.
Dans la deuxième saison de la série animée Mobile Suit Gundam : Iron-Blooded Orphans, Vidar est l'indicatif d'un gundam de Gjallärhorn, ainsi que le pseudonyme de son pilote.
Dans la série Ragnarök (sur Netflix), Vidar Jutul est un des personnages principaux, antagoniste du héros.